# Alimia
Die griechische Mittelmeer-Insel Alimia (griechisch Αλιμιά [aliˈmja] (f. sg.)), auch Almia, meist Alimnia (griechisch Αλιμνιά) gehört zur Inselgruppe Dodekanes in der Ägäis. Die Insel wird von der Gemeinde Chalki innerhalb der Region Südliche Ägäis (Περιφέρεια Νότιου Αιγαίου) verwaltet.
Die nur 6,5 km² große Insel, die bis 5 km lang und 4 km breit ist und bis 274 m hoch aufragt, liegt etwa sieben Kilometer westlich der Insel Rhodos und sechs Kilometer östlich von Chalki.

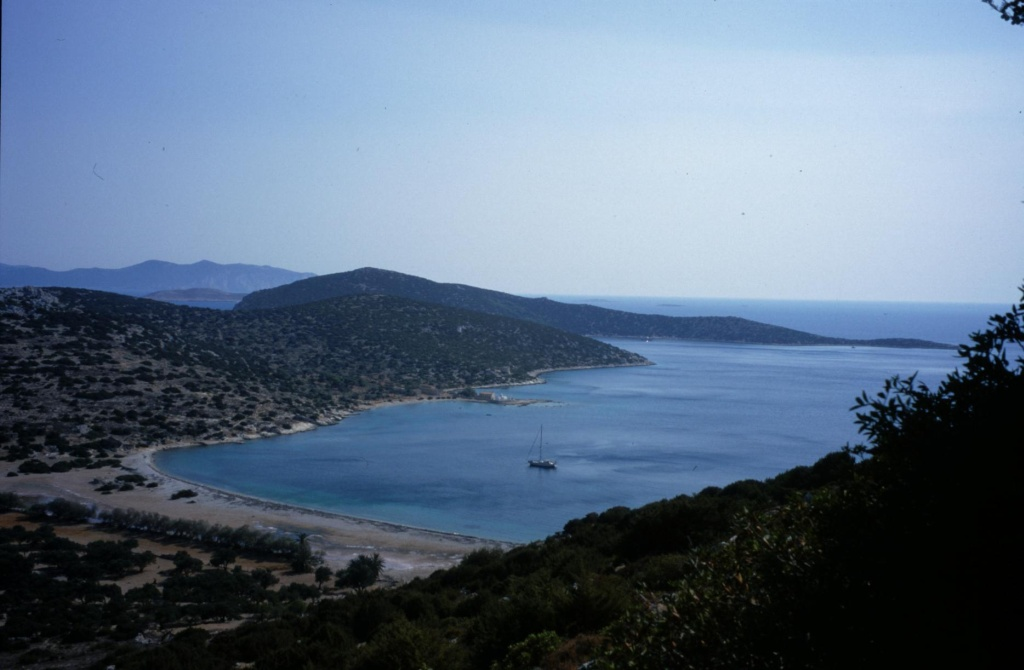
Bucht Ormos Amelias

Zusammen mit der südlich gelegenen Felseninsel Tragoussa, auf der lediglich ein Leuchtfeuer steht, bildet sie fast die Form eines Fragezeichens, da im Westen die Bucht Ormos Amelias tief in die Landmasse der Insel einschneidet.
Die teilweise bewaldete Insel, die über Quellen verfügt, ist bis auf einige wenige, nur zeitweise hier lebende Schäfer unbewohnt. Von der Tatsache, dass sie noch bis 1960 besiedelt war, zeugen die Ruinen des gleichnamigen Weilers. Gut erhalten und gepflegt ist die Kirche, die einmal im Jahr von den ehemaligen Bewohnern (meist aus Chalki) und deren Verwandten zu einem Fest aufgesucht wird.
Regelmäßige Fährverbindungen nach Alimia, wo es zwei bedeutende Sehenswürdigkeiten und saubere Strände gibt, sind nicht vorhanden, es besteht aber zumindest in der Hauptsaison gelegentlich die Möglichkeit, mit Fischerbooten von Rhodos, besser aber von Chalki aus, die Insel zu erreichen.

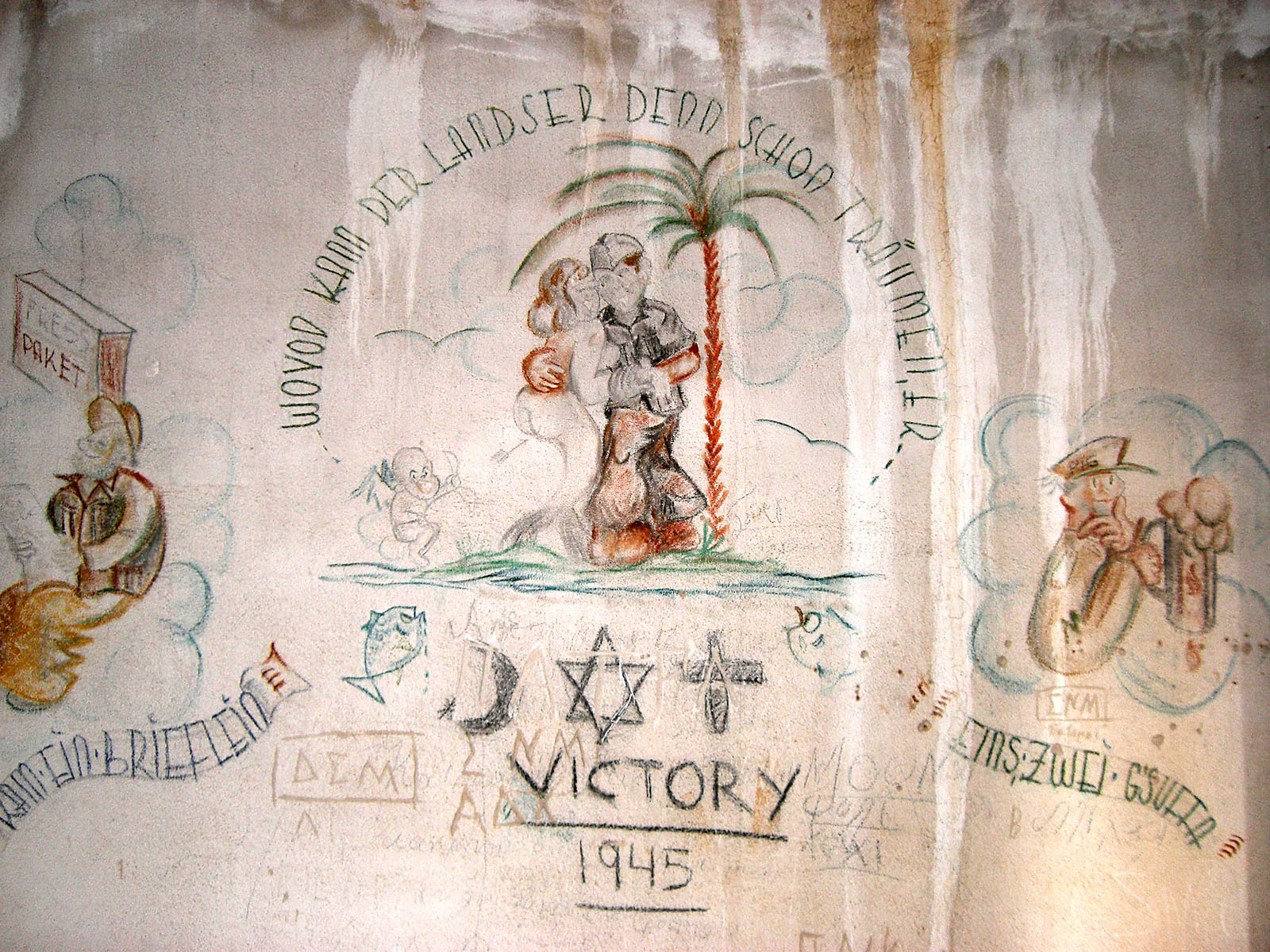
Graffiti aus dem Zweiten Weltkrieg

Den Gipfel der Insel krönt eine Johanniterburgruine, die einst Feuerzeichen nach Rhodos gab. Auf der Südseite der Insel finden sich in den Unterkünften der deutschen Besatzer aus dem Zweiten Weltkrieg Original-Graffiti, die die Sehnsucht der Soldaten nach der Heimat bezeugen.
Im Zweiten Weltkrieg war Alimia Schnellbootankerplatz und U-Boot-Versteck der deutschen Marine. 1944 wurden die Bewohner deportiert.